# Buslijn 410
Buslijn 410 Snelbus Brussel - Tervuren - Leuven geeft sinds oktober 2003 een vlotte verbinding van het station van Leuven naar de Tervuursepoort, Bertem en Tervuren.
Vanaf daar worden echter wel alle haltes bediend. Voor wie helemaal naar het Noordstation moet, zijn lijnen 318 of 358 vaak interessanter.
De bus rijdt enkel op weekdagen.
Sinds december 2009 wordt ook halte Madou bediend.
Op 1 september 2010 werd het aantal ritten verhoogd. Sindsdien bedient de Snelbus tussen Leuven en Tervuren slechts een halte per dorp. Tussen Tervuren en Brussel worden alle haltes bediend
Omwille van besparingen werd het aantal ritten tijdens de daluren in 2012 weer teruggebracht tot 1 per uur.

## Route
- Dynamische kaart op Openstreetmap met mogelijkheid tot inzoomen, omgeving bekijken en export als GPX

## Externe verwijzingen
- haltelijst
- routeplan
- Website De Lijn